# Andrea Kékesy
Andrea Kékesy (* 17. September 1926 in Budapest; † 21. November 2024) war eine ungarische Eiskunstläuferin, die im Einzellauf und im Paarlauf startete. 
Im Einzellauf belegte Kékesy bei ihrer einzigen Weltmeisterschaftsteilnahme 1948 den neunten Platz. Zweimal nahm sie an Europameisterschaften teil, 1948 wurde sie Siebte und 1949 Zehnte.
Im Paarlauf wurde sie mit Ede Király in den Jahren 1944 und 1947 bis 1949 ungarische Meisterin. 1948 wurde das Eislaufpaar in Prag Europameister. Bei der Weltmeisterschaft in Davos und den Olympischen Spielen in St. Moritz gewannen sie die Silbermedaille hinter den Belgiern Micheline Lannoy und Pierre Baugniet. 1949 verteidigten Kékesy und Király in Mailand ihren Europameisterschaftstitel und wurden in Paris Weltmeister. 
Nach dem WM-Sieg 1949 beendete sie ihre Karriere und ging mit ihrem Ehemann Imre Bernolák nach Ottawa in Kanada.

## Ergebnisse

### Einzellauf
| Wettbewerb / Jahr     | 1948 | 1949 |
| --------------------- | ---- | ---- |
| Weltmeisterschaften   | 9.   |      |
| Europameisterschaften | 7.   | 10.  |

### Paarlauf
(mit Ede Király)
| Wettbewerb / Jahr          | 1944 | 1947 | 1948 | 1949 |
| -------------------------- | ---- | ---- | ---- | ---- |
| Olympische Winterspiele    |      |      | 2.   |      |
| Weltmeisterschaften        |      |      | 2.   | 1.   |
| Europameisterschaften      |      |      | 1.   | 1.   |
| Ungarische Meisterschaften | 1.   | 1.   | 1.   | 1.   |